# Saint-Martin (Pireneje Wysokie)
Saint-Martin – miejscowość i gmina we Francji, w regionie Oksytania, w departamencie Pireneje Wysokie.
Według danych na rok 1990 gminę zamieszkiwało 327 osób, a gęstość zaludnienia wynosiła 40 osób/km² (wśród 3020 gmin regionu Midi-Pireneje Saint-Martin plasuje się na 740. miejscu pod względem liczby ludności, natomiast pod względem powierzchni na miejscu 1232.).